# Brachycentrus chelatus
Brachycentrus chelatus är en nattsländeart som beskrevs av Ross 1947. Brachycentrus chelatus ingår i släktet Brachycentrus och familjen bäcknattsländor. Inga underarter finns listade i Catalogue of Life.